# Katrin Werner
Katrin Werner (nascida em 1973) é uma política alemã. Nascida em Berlim, ela faz parte da Esquerda. Katrin Werner serve como membro do Bundestag do estado da Renânia-Palatinado desde 2009.

## Vida
Ela tornou-se membro do Bundestag após as eleições federais alemãs de 2009. É membro da Comissão de Família, Terceira Idade, Mulher e Juventude.